# Jaaz
Jaaz era uma cidade localizada ao leste do rio Jordão e evidentemente situada ao norte do rio Arnom. Provavelmente fora tomada dos moabitas pelo rei amorreu Seom.

## História
Em Jaaz, os israelitas derrotaram as forças de Seom, e a própria cidade tornou-se propriedade dos rubenitas. Subseqüentemente, Jaaz foi designada como cidade levita para os meraritas. Mais adiante na história de Israel, a cidade passou a estar sob controle moabita. Na Pedra Moabita, o rei Mesa gabou-se de ter tirado Jaaz do rei de Israel com 200 guerreiros. Também os profetas bíblicos Isaías e Jeremias mencionam a cidade em pronunciações contra Moabe.
Embora os peritos tenham sugerido diversos possíveis lugares para a antiga Jaaz, sua localização exata continua desconhecida.